# 維肯蒂伊夫卡
49°14′53″N 29°5′35″E / 49.24806°N 29.09306°E
維肯蒂伊夫卡（羅馬化：Vikentiivka）是烏克蘭的村落，位於該國西南部文尼察州，由文尼察區負責管轄，始建於1840年，面積0.85平方公里，海拔高度237米，2001年人口190。